# Kanton Beynat
Der Kanton Beynat war von 1790 bis 2015 ein französischer Wahlkreis im Département Corrèze und in der damaligen Region Limousin. Er umfasste sieben Gemeinden im Arrondissement Brive-la-Gaillarde; sein Hauptort (frz.: chef-lieu) war Beynat. Die landesweiten Änderungen in der Zusammensetzung der Kantone brachten im März 2015 seine Auflösung.

## Gemeinden
| Gemeinde   | Einwohner (Stand: 2022) | Code postal | Code Insee |
| ---------- | ----------------------- | ----------- | ---------- |
| Albignac   | 235                     | 19190       | 19003      |
| Aubazines  | 860                     | 19190       | 19013      |
| Beynat     | 1281                    | 19190       | 19023      |
| Lanteuil   | 504                     | 19190       | 19105      |
| Palazinges | 167                     | 19190       | 19156      |
| Le Pescher | 358                     | 19190       | 19163      |
| Sérilhac   | 273                     | 19190       | 19257      |